# Sphex jamaicensis
Sphex jamaicensis är en biart som först beskrevs av Dru Drury 1773.  Sphex jamaicensis ingår i släktet Sphex och familjen grävsteklar. Inga underarter finns listade i Catalogue of Life.